# Turbina Savoniusa

Schemat turbiny

Zasada działania

Turbina Savoniusa – typ turbin wiatrowych o pionowej osi obrotu, wynaleziony w przez fińskiego inżyniera Sigurda Savoniusa w 1922 i opatentowany w 1926 roku.
Wirnik turbiny Savoniusa składa się zwykle z dwóch lub trzech ramion w kształcie zbliżonym do fragmentu cylindra, które częściowo zachodzą poza oś obrotu. Różnica sił oddziaływania wiatru na wklęsłą i wypukłą stronę łopat powoduje obrót wirnika.
Turbina Savoniusa ma mniejszą wydajność niż inne rodzaje turbin o tych samych wymiarach, jej sprawność mieści się w granicach 0,05–0,30. Stosowane są stojany kierujące wiatr na wirnik, sprawność tych turbin określona względem energii wiatru niezaburzonego wiatru samego wirnika sięga do 50%. Turbina obraca się wolno i dlatego ma małe zastosowanie do generowania elektryczności. Jej zaletą jest to, że nie wymaga żadnego systemu naprowadzania na kierunek wiatru. Stosowana jest, gdy niezawodność i koszty są ważniejsze niż wydajność. Używa się jej w małych instalacjach do pompowania wody, wentylacyjnych, zasilania boi głębinowych.